# Wayne Taylor Racing
Wayne Taylor Racing (WTR) es un equipo de carreras de autos deportivos que fue fundado en 2004 por el piloto Wayne Taylor. En 2023, el equipo comenzó una asociación con Andretti Autosport que también los vio cambiar su nombre a Wayne Taylor Racing con Andretti Autosport (WTRAndretti).   El equipo actualmente compite en el Campeonato IMSA SportsCar, haciendo campaña con el Acura ARX- 06 No. 10 patrocinado por Konica Minolta para Filipe Albuquerque y Ricky Taylor y el Acura ARX-06 No. 40 patrocinado por DEX Imaging para Jordan Taylor y Louis Delétraz en el clase GTP, y el Lamborghini Huracán GT3 EVO2 No. 45 para Kyle Marcelli y Danny Formal en la clase GTD, también patrocinado por DEX Imaging. 

## Historia

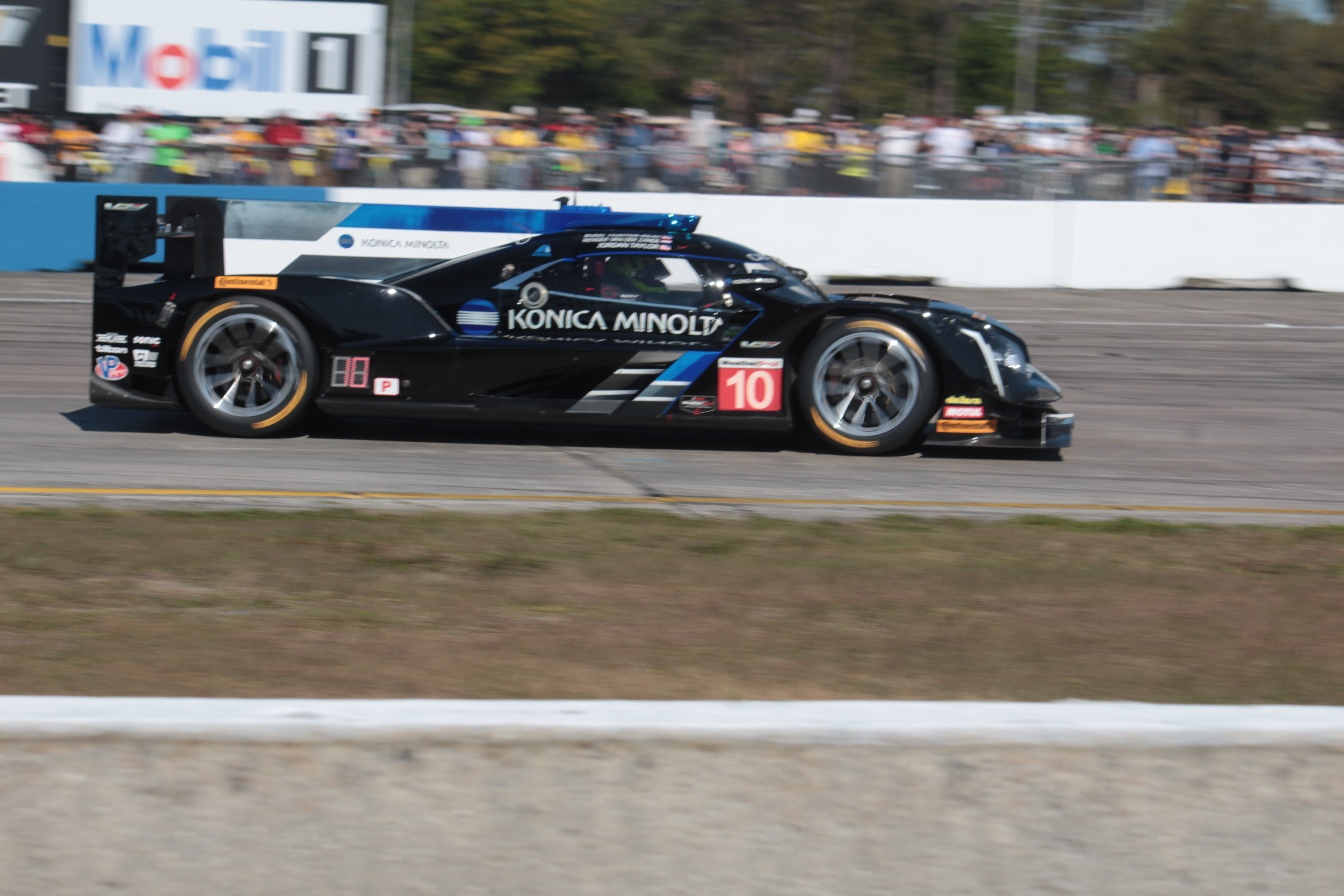
Jordan Taylor, Renger van der Zande y Ryan Hunter-Reay compartieron el Cadillac DPi-V.R del equipo en las 12 Horas de Sebring de 2018.

El equipo fue fundado en 2004 como el equipo de fábrica de Riley Technologies, con el patrocinio principal del holding bancario SunTrust. La alineación de Wayne Taylor y Max Angelelli terminó segunda en el campeonato de equipos de Prototipos Daytona en 2004 y ganó los campeonatos de pilotos y equipos de Prototipos Daytona en 2005.
Para la temporada 2007, Riley y Wayne Taylor se separaron y Wayne Taylor Racing comenzó a correr con el auto número 10 de SunTrust Racing.  Wayne Taylor se retiró como piloto para la temporada 2008 y contrató a Michael Valiante como segundo piloto; Además, el equipo cambió a un chasis Dallara . En 2009, se adoptaron los motores Ford y Brian Frisselle se convirtió en el segundo conductor.
Para la temporada 2010, a Angelelli se unió Ricky Taylor, hijo de Wayne Taylor. Consiguieron una victoria y siete podios, terminando subcampeones. En 2011, SunTrust Racing cambió a motores Chevrolet ; ganaron tres carreras y consiguieron ocho podios, quedando subcampeones. Después de adoptar el chasis Corvette DP3, el dúo consiguió tres victorias en 2012 y quedó sexto en la clasificación de pilotos.
En 2013, Wayne Taylor Racing perdió el patrocinio de SunTrust. Ricky Taylor dejó el equipo, y fue reemplazado por Jordan Taylor, también hijo de Wayne Taylor. Angelelli y Jordan Taylor ganarían el último campeonato de los Prototipos Daytona antes de la fusión de Grand-Am y la American Le Mans Series en 2014, ganando cinco carreras, incluidas las tres últimas.
Para 2014, el primer año del United SportsCar Championship, Angelelli se retiró parcialmente y corrió con el equipo en las pruebas de resistencia. Ricky Taylor se reincorporó al equipo para conducir a tiempo completo junto a su hermano Jordan.
Antes del inicio de la temporada del Campeonato IMSA SportsCar 2023, Wayne Taylor Racing anunció una asociación con Andretti Autosport, revelando que Andretti desempeñaría un papel en las operaciones diarias y el liderazgo del equipo en el futuro. También afirmaron que tienen como objetivo desde hace mucho tiempo mudarse a la nueva sede de Andretti en 2025.  WTR retendría a Filipe Albuquerque y Ricky Taylor para la temporada, con Louis Delétraz conduciendo en las carreras de la Copa de Resistencia y Brendon Hartley en el coche para las 24 Horas de Daytona.  Albuquerque y Taylor terminarían la temporada segundos en la clasificación, perdiéndose el campeonato después de una controvertida colisión  con su rival del campeonato Pipo Derani en la última hora de la carrera.

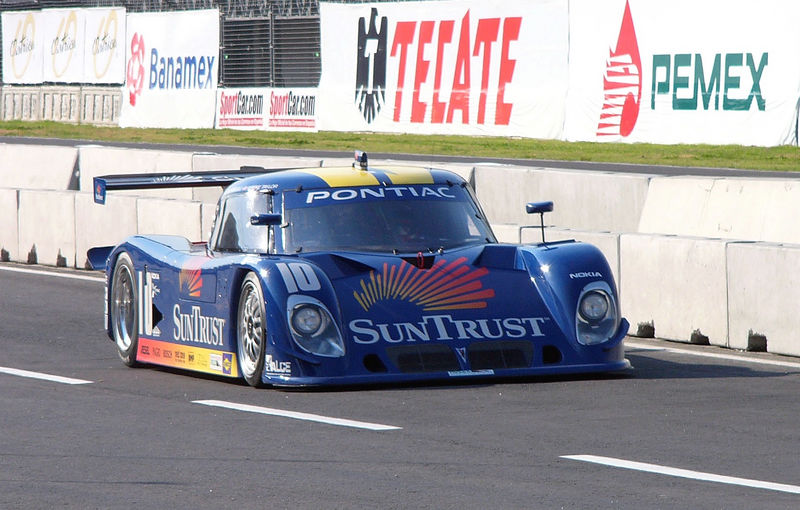
El prototipo Suntrust Pontiac-Riley Daytona hizo campaña en 2005.

Dado que Meyer Shank Racing no participará en la temporada IMSA 2024,  Wayne Taylor Racing expandiría su programa Acura GTP a 2 autos, presentando el auto número 40 a tiempo completo junto con el 10.  Ricky Taylor y Filipe Albuquerque seguirían siendo los pilotos a tiempo completo del décimo auto, con el piloto de Toyota Brendon Hartley conduciendo en las carreras de la Copa de Resistencia,  y el piloto de Indycar Marcus Ericsson siendo el cuarto piloto de la Rolex 24.  En el auto 40, Jordan Taylor dejaría un largo período con el programa Corvette Racing GTD para competir a tiempo completo para el equipo de su padre por primera vez desde 2019. Junto a Taylor, Louis Delétraz sería ascendido a piloto de temporada completa.  El piloto de Indycar Colton Herta, que anteriormente había competido a tiempo parcial en IMSA para BMW, competiría en las rondas de la Copa de Resistencia. Jenson Button correría en la Rolex 24, completando la alineación. Además de sus inscripciones en GTP, WTR también presentaría un Lamborghini Huracan GT3 Evo 2 en la clase GTD a tiempo completo. La alineación estaría formada por los campeones del Lamborghini Super Trofeo, Kyle Marcelli y Danny Formal, para las tareas de conducción durante toda la temporada, con Graham Doyle como tercer piloto y Ashton Harrison para la Rolex 24  El equipo Racers Edge Motorsports, que se había asociado con Wayne Taylor Racing para presentar un automóvil Acura NSX GT3 a tiempo parcial en 2023, no regresaría a la serie Weathertech en 2024.

## Victorias de carrera notables
- 24 Horas de Daytona – 2005, 2017, 2019, 2020, 2021
- 12 Horas de Sebring – 2017, 2024
- Pequeña Le Mans – 2014, 2018, 2020
- 6 horas de Watkins Glen – 2011, 2016, 2022